# محوطه قلا داغ
محوطه قلا داغ مربوط به دوره ساسانیان است و در شهرستان چرداول، بخش مرکزی، دهستان شباب، روستای نور آباد واقع شده و این اثر در تاریخ ۲۳ بهمن ۱۳۸۵ با شمارهٔ ثبت ۱۷۳۶۰ به‌عنوان یکی از آثار ملی ایران به ثبت رسیده است.